# Шкоцян (община)
Община Шкоцян (словен. Občina Škocjan) — одна з общин Словенії. Адміністративним центром є місто Шкоцян.

## Населення
У 2011 році в общині проживало 3205 осіб, 1618 чоловіків і 1587 жінок. Чисельність економічно активного населення (за місцем проживання), 1373 осіб. Середня щомісячна чиста заробітна плата одного працівника (EUR), 864,22 (в середньому по Словенії 987.39). Приблизно кожен другий житель у громаді має автомобіль (54 автомобілів на 100 жителів). Середній вік жителів склав 38,1 роки (в середньому по Словенії 41.8). 